# Pokolj u Joševici 16. prosinca 1991.
Pokolj u Joševici 16. prosinca 1991. je bio ratni zločin kojeg su počinile srpske postrojbe za vrijeme Domovinskog rata.
U ovom ratnom zločinu srpske su paravojne postrojbe ubile 21 hrvatskog civila u Joševici kod Gline, a jednog civila nisu uspjeli ubiti, no taj je civil preživio s teškim ranama. Nakon par tjedana su počinile još jedan pokolj, kada su ubile još 3 Hrvata, a ukupno su ubili 32 Joševičana od ukupno 150 koliko ih je pred velikosrpsku agresiju živjelo u tom selu ).
Podlost ovog zločina se vidi po tome što u joševičkom području nije bilo oružanih sukoba, a s druge strane, ondašnje okupacijske vlasti pobunjenih Srba i vojni zapovjednici su tamošnjim Hrvatima jamčili mir i sigurnost ako se ne budu oružano odupirali okupaciji.
Tragičnost i težina ovog pokolja se vidi i po tome, što je ovo selo s hrvatskim stanovništvom u Drugom svjetskom ratu bilo na strani partizana, a dio mještana je čak bio u partizanima, odnosno nije bilo u inkriminiranim postrojbama NDH, tako da ti ljudi nisu se osjećali ugroženima i nisu napuštali kuće i selo.

## Uvod
Ovaj zločin je bio velikosrpska odmazda. Uzrok joj je bio bijes zbog uspješne osloboditeljske akcije (operacije Vihor) koju je poduzela Hrvatska vojska kod Šišinca na Kupi od prije dva i tri dana (točnije 12. i 13. prosinca). U toj uspješnoj akciji je HV oslobodila područja sve do ulaza u grad Glinu. Točnije, sumnja se da su ovaj zločin počinile kao odmazdu za t.zv. "Gračaničke žrtve", t.j. za četnike koji su poginuli u akciji Hrvatske vojske i postrojaba MUP-a RH u selu Gračanici (selu koje se nalazi Šišincu s druge strane rijeke), 13. prosinca 1991.

## Tijek događaja
Vrijeme počinjenja nedjela je bilo rano popodne 16. prosinca 1991., u doba kad je Joševica bila pod velikosrpskom okupacijom.
Pokolj se zbio nakon huškačkog govora episkopa Nikanora i svećenika SPC-a. Održali su ga na pogrebu poginulih velikosrpskih vojnika u borbama na rijeci Kupi. Nakon tih govora s tog mjesta krenula je osvetnička horda, već napaljena zbog vojnih gubitaka. Naoružana skupina zaputila se radi ubijanja točno 22 Hrvata koliko je stradalo i srpskih vojnika.
Počinitelji su bili članovi izviđačko-diverzantske postrojbe, a sumnja se ponajviše na velikosrpsku paravojnu skupinu "IDG Jose Kovačevića" i dio velikosrpske paravojne skupine "Šiltovi". Ubijene osobe su mahom starije osobe (rođene između Prvog i Drugog svjetskog rata) te četvero djece u dobi od 10 do 16 godina starosti. Smaknuća su izvršena tako što su počinitelji pucali iz blizine malokalibarskim automatskim vatrenim oružjem žrtvama u glavu (u potiljak, vrat, jagodice, lice, sljepoočnicu, mastoidnu kost, iza uha, iznad usne). Oružje je bilo opremljeno prigušivačima.
Utvrdilo se da su četnički zločinci te civile "ubili u kućama gdje su ih zatekli, na krevetu, za stolom, na ulaznim vratima". Počinitelji su išli od kuće do kuće i poubijali svaku osobu koju su ondje zatekli, neglede njihove dobi i spola, a potom su razarali kuće, jednu po jednu.
Jedna je osoba preživjela ovaj zločin, unatoč tome što je imala rane opasne po život koje su joj nanijenli počinitelji prije rečenom metodom.
Pokolj su potvrdili i srpski izvori.
Dva tjedna kasnije (5. studenog)su pripadnici velikosrpske paravojne skupine "Šiltovi" u večernjim satima ubili još troje Hrvata.

## Posljedice pokolja
Nakon ovih zločina, u dolini rijeke Maje, u kojoj se nalazi pet sela, koja su većinski hrvatska (Dolnjaci, Joševica, Maja, Prijeka i Svračica) su iselili svi Hrvati, čime su velikosrbi uspjeli u nakani da od Hrvata etnički očiste područje od Gline do Dvora na Uni. Osim Majskog bazena, uspjeh u etničkom čišćenju, kojim su uklonili sve Hrvate, postigli su u 27 sela koja se nalaze sjeverno od Gline (Bišćanovo, Donja Bućica, Gornja Bućica, Desni Degoj, Dvorišće, Ilovačak, Gračanica, Hađer, Donje Jame, Gornje Jame, Jukinac, Kihalac, Novo Selo Glinsko, Marinbrod, Prekopa, Selkovac Donji, Selkovac Gornji, Slatina Pokupska, Velika Solina, Mala Solina, Stankovac, Šatornja, Gornje Taborište, Donje Taborište, Donji Viduševac, Gornji Viduševac, Zaloj). U rečenim selima su Hrvati bili jedini stanovnici. Sva navedena područja su upravno pripadala gradu Glini. Tako je kao posljedica fizičke likvidacije i zastrašivanja nakon što su velikosrbi okupirali ta područja, opustjelo cijelo područje, odnosno nestalo je 7 tisuća dotadašnjih stanovnika, isključivo Hrvata. Time je bio etnički očišćen cijeli prostor od Kupe na sjeveru do Dvora na Uni na jugoistoku, a za jedine stanovnike je imao Srbe.

## Sudske reakcije
Istražni sudac okupacijskih vlasti, današnji gradski vijećnik u Glini je proveo istragu i napravio detaljni zapisnik gdje se precizno zapisalo identitet ubijenih i način smaknuća. Unatoč tome, okupacijske vlasti pobunjenih Srba nisu poduzimale daljnje mjere, pa tako počinitelje se nije procesuiralo, unatoč postojanju svjedoka koji su nabrojali ubijene.
Za ovaj slučaj, Županijsko je državno odvjetništvo u Sisku podnijelo istražni zahtjev protiv više osoba zbog ratnog zločina, a osumnjičenici su predsjednik ratnog predsjedništva, predsjednik Regionalnog štaba tzv. Teritorijalne obrane za Baniju i Kordun te zapovjednik Teritorijalne obrane Glina i glavni zapovjednik svih postrojbi pobunjenih Srba na području Gline, jer su njima podčinjene postrojbe napale općinu Glina i sela nastanjena pretežito Hrvatima: Ravno Rašće, Šatornja, Maja, Skela, Svračica, Donji i Gornji Viduševac, Donji i Gornji Selkovac, Novo Selo Glinsko, Marinbrod, Desni Degoj, Gornje i Donje Jame, Ilovačak, Mala Solina, Slatina, Gračanica Šašinečka, Slatina Pokupska, Zaloj, Gornje i Donje Taborište, Joševica, Dvorišće, Gornja i Donja Bučica, Stankovac, Velika i Mala Solina, Dolnjaki, Jukinac, pri čemu nisu spriječili to što su njihove postrojbe ubijale civile i ratne zarobljenike.
Za slučaj Joševice, DORH je podigao optužnicu protiv šestoro građana Republike Srbije. Rečena šestorica su nakon hrvatske oslobodilačke akcije Bljesak otišla živjeti u Srbiju, gdje su se trajno nastanili. DORH je podigao optužnicu skoro 17 godina poslije. Joševičani, nezadovoljni time što je trebalo toliko vremena da se podigne optužnica, tvrdili su da je taj potez hrvatskog sudstva "alibi za debakl u slučaju "Maslovar"" odnosno reakcija nakon žestokih napada na Hrvatskoj televiziji na neke osobe iz hrvatskog pravosuđa u svezi sa slučajem joševičkog pokolja.

## Vanjske poveznice
- Hrsvijet.net R. Horvat: Dvadeset prva obljetnica nekažnjenog srpskog ratnog zločina u naselju Joševica kod Gline, 16. prosinca 2012.
- (engl.) MKSBJ Optužnica protiv Vojislava Šešelja
- [neaktivna poveznica] Joševica
- Gračanica na fallingrain.com

- Joševica na fallingrain.com